# Benson (Arizona)
Benson ist eine Stadt im Cochise County im US-Bundesstaat Arizona. Das U.S. Census Bureau hat bei der Volkszählung 2020 eine Einwohnerzahl von 5.355 ermittelt.
Benson hat eine Fläche von 92,5 km². Die Bevölkerungsdichte liegt bei 58 Einwohnern/km². Der Ort liegt nahe der County-Grenze zum Pima County und nahe dem Kartchner Caverns State Park.

## Geschichte
Benson wurde 1880 gegründet. Benson wurde zu Ehren von Richter William B. Benson benannt.

## Sonstiges
Benson, Arizona ist der Titelsong des Science-Fiction-Films Dark Star – Finsterer Stern von John Carpenter aus dem Jahr 1974.

## Verkehr
Der Ort liegt direkt an der Interstate 10, an der auch die Arizona State Route 80 beginnt und danach durch Benson führt.